# 1744 en littérature
| Années de la littérature : 1741 - 1742 - 1743 - 1744 - 1745 - 1746 - 1747    |
| Décennies de la littérature : 1710 - 1720 - 1730 - 1740 - 1750 - 1760 - 1770 |

Cet article présente les faits marquants de l'année 1744 en littérature.

## Événements
- 19 juillet : par lettre patente datée de Dunkerque, Louis XV reconnait la fondation d'une société savante qui devient plus tard l'Académie de Montauban[1], à laquelle ont notamment participé Jean-Jacques Lefranc de Pompignan et son cousin Géraud Valet de Réganhac.

## Parutions
- Ludovico Antonio Muratori, Annali d'Italia (it) : dal principio dell'era cristiana fino all'anno, Milano, Giambattista Pasquali, 1744 (présentation en ligne), première grande histoire de l'Italie publiées en douze volumes de 1744 à 1749.
- Samuel Johnson, An Account of the Life of Mr Richard Savage : Son of the Earl Rivers, London, J. Robert, 1744 (présentation en ligne).

## Naissances
- 11 août : Tomás Antônio Gonzaga, poète brésilien d'origine portugaise († 1810).